# Aderusincertae norfolcensis
Aderusincertae norfolcensis là một loài bọ cánh cứng trong họ Aderidae. Loài này được Lea miêu tả khoa học năm 1917.